# Tamara Karsavina
Tamara Platonovna Karsavina (ruski: Тама́ра Плато́новна Карса́вина, Sankt-Peterburg, 10. ožujka 1885. – Beaconsfield, 26. svibnja 1978.) bila je ruska primabalerina, slavna po svojim plesnim sposobnostima i gracioznosti, glavna plesačica Carskog ruskog baleta, a kasnije i Ruskog baleta Sergeja Djagiljeva. Nakon što se nastanila u Britaniji, u Hampsteadu u Londonu,  počela je profesionalno predavati balet i postala je jedna od osnivačica modernoga britanskoga baleta. Pomagala je u osnivanju Kraljevskog baleta (The Royal Ballet) i bila je jedan od osnivača Kraljevske akademije plesa, koja je sada najveća svjetska organizacija koja se bavi plesnom obukom.
Tamara Karsavina rođena je u Sankt Peterburgu, kao kći Platona Konstantinoviča Karsavina i njegove supruge, Ane Josifovne (djevojački Komjakova). Njen otac bio je glavni plesač i mimičar u Carskom baletu. Platon je također predavao kao instruktor u Carskoj baletnoj školi (Vaganovoj baletnoj akademiji). Jedan od njegovih studenata je Michel Fokine, budući plesni partner i ljubavnik njegove kćeri.
Karsavinin stariji brat Lev Platonovič Karsavin (1882. – 1952.) postao je religiozni filozof i povjesničar srednjega vijeka. Njena nećakinja Marijana Karsavina (1910. – 1993.) udala se za ukrajinskog pisca i umjetničkog pokrovitelja Pjotra Suvčinskog. Karsavina je preko svoje majke bila u bliskoj vezi s vjerskim pjesnikom i suosnivačem slavofilnog pokreta, Aleksejem Homjakovim.
Karsavin otac je svojevremeno bio omiljeni učenik Marijusa Petipa, učitelja i koreografa, ali njihov se odnos pogoršao u kasnijim godinama. Karsavina je sumnjala da Petipa stoji iza „političke intrige”, koja je rezultirala time da je njen otac bio prisiljen na prijevremenu mirovinu. Iako je Platon nastavio predavati u Carskoj baletskoj školi i zadržao je i neke od privatnih učenika, bio je razočaran.
Karsavina je utjelovila naslovnu ulogu u „Žar-ptica”, balerinu u „Petruški” i mladu djevojku u „Le Spectre de la Rose”. Nakon što se nastanila u Hampsteadu u Londonu, počela je profesionalno podučavati balet. Pomogla je u osnivanju Kraljevskog baleta i bila je osnivačica Kraljevske plesne akademije. Među učenicima su joj bile Alicia Markova i Margot Fonteyn. Napisala je dvije knjige: autobiografiju Kazališna ulica (1930.) i udžbenik plesa „Klasični balet: tijek pokreta” (1962.).

## Galerija
- Tamara Karsavina (lijevo) podučava Margot Fonteyn
- Oko 1910.
- Tamara Karsavina i Vaclav Nižinski oko 1910.